# Крутинское городское поселение
Крутинское городско́е поселе́ние — муниципальное образование в Крутинском районе Омской области Российской Федерации.
Административный центр — рабочий посёлок Крутинка.

## История
Статус и границы городского поселения установлены Законом Омской области от 30 июля 2004 года № 548-ОЗ «О границах и статусе муниципальных образований Омской области».

## Население
| 2010  | 2011  | 2012  | 2013  | 2014  | 2015  | 2016  |
| ----- | ----- | ----- | ----- | ----- | ----- | ----- |
| 7798  | ↘7768 | ↘7532 | ↘7336 | ↘7251 | ↘7237 | ↗7284 |
| 2017  | 2018  | 2019  | 2020  | 2021  | 2023  |       |
| ↘7250 | ↘7186 | ↘7108 | ↘6982 | ↘6886 | ↘6864 |       |

## Состав городского поселения
| № | Населённый пункт | Тип населённого пункта                  | Население |
| - | ---------------- | --------------------------------------- | --------- |
| 1 | Калачики         | деревня                                 | 139       |
| 2 | Крутинка         | рабочий посёлок, административный центр | ↘6647     |
| 3 | Новгородцево     | посёлок                                 | 223       |
| 4 | Самаровка        | деревня                                 | 103       |